# 布斯 (卢森堡)
布斯（法语、德语：Bous）是卢森堡东南部雷米希县的一个市镇。